# Museumfederatie Fryslân
Museumfederatie Fryslân is een provinciale organisatie voor musea in de Nederlandse provincie Friesland. Deze stichting wil door samenwerking de kwaliteit bevorderen van musea, collecties en erfgoed. Er zijn 75 musea aangesloten.